# Vaszilij Szemjonovics Grosszman
Vaszilij Szemjonovics Grosszman (magyar forrásokban, fordításokban az 1970-es évekig többnyire: Groszman, ritkábban: Grossman; Bergyicsev, 1905. december 12. – Moszkva, 1964. szeptember 14.) orosz író, újságíró (hadiriporter).

## Élete és pályája

### Gyermekkora és fiatalsága
Joszif Szolomonovics Grosszman néven, felvilágosodott, művelt ukrajnai zsidó családban született. Nem kapott zsidó oktatást, jiddisül is mindössze néhány szót értett. Apja vegyész volt, anyja pedig franciatanár.
Mivel szülei elváltak, a majdani írót édesanyja nevelte fel. 1912-ben Svájcba költöztek. Grosszman iskolai tanulmányait Genfben kezdte, majd Lausanne-ban folytatta. 1914-ben visszatért anyjával Bergyicsevbe. Ott, majd Kijevben folytatta és fejezte be középiskolai tanulmányait, miközben apjánál lakott. A tudományok vonzották, ezért 1923 és 1929 között a Moszkvai Állami Egyetemen tanult és vegyészdiplomával végzett.
1926-tól kezdve egyre jobban érdekelte az irodalom. Sokat olvasott és elkezdett novellákat és elbeszéléseket írni. 1928-ban megjelent első írása, a Бердичев не в шутку, а всерьёз (Bergyicsevről nem viccesen, hanem komolyan) című esszé az Ogonyok (Láng) folyóiratban. Ugyanabban az évben kötötte első házasságát. Ez sokáig távházasság volt: Grosszman Moszkvában, a felesége Kijevben élt.
1931-ben kezdett el dolgozni a Donyec-medencében mint vegyész. Makajevkában a Bányászati Munkabiztonsági Tudományos Kutatóintézetben dolgozott és a Szmoljanka-11 szénbánya kémiai (gázelemzési) laboratóriumát vezette, majd az 1961 óta Donyecknek nevezett Sztalinóban alkalmazták. A Donyecki területi Patológiai és Munka-egészségügyi Intézet kémiai laboratóriumának tudományos főmunkatársa, és az Orvostudományi Főiskola általános kémiai tanszéken tanársegéd volt. 1932-ban feleségével együtt visszatért Moszkvába, és a Sacco és Vanzetti ceruzagyárban helyezkedett el. Nagyezsda Almaz unokatestvérénél lakott, aki a pártállami nómenklatúrához tartozott, mivel a Profintern (Szakszervezetek Vörös Internacionáléja) aktivistája volt.

### Irodalmi munkásságának kezdetei
Apjával folytatott levelezéséből ismert, hogy az egyetemi éveiben Grosszman komolyan foglalkozott a kérdéssel: író, vagy tudományos kutató legyen? 1934-ben dőlt el a kérdés. A Szovjet Írók Szövetsége folyóiratában, a Lityeraturnaja Gazetában (Irodalmi Újság) megjelent az orosz polgárháború idejében játszódó novellája: В городе Бердичеве (Bergyicsev városában). Makszim Gorkij felfigyelt rá, és támogatásával még abban az évben a Lityeraturnij Donbassz (Irodalmi Donyec-medence) folyóirat kiadta folytatásokban a helyi bányászok életéről szóló Глюкауф (Szerencse fel) című kisregényét. Ez külön kötetben is megjelent ugyancsak 1934-ben, majd 1935-ben a második kötete, a novellákat és elbeszéléseket tartalmazó Счастье (A boldogság). 1937-ben az írószövetség tagja lett. Ezt követően több novellás és elbeszéléskötete, valamint 1937 és 1940 között az 1905-ös orosz forradalom és az első világháború alatt játszódó háromkötetes Степан Кольчугин (Sztyepán Kolcsugin) című fejlődésregénye jelent meg.
Közben a sztálini politikai rendszer megtorlásai súlyosabbak lettek, beleértve egyes hívei ellen is. 1933-ban elítélték Grossman unokatestvérét trockizmus vádjával először két év száműzetésre, majd három év munkatáborra. 1938-ban, a sztálini terror csúcsévében halálra ítélték Grosszman nagybácsiját kémkedés és ellenforradalmi tevékenység koholt vádjával. Grosszman felesége elvált asszony volt. Első férjét is halálra ítélték, majd az asszonyt is letartóztatták, bár már Grosszman felesége volt. Szerencsére néhány hónap eltelte után kiszabadult az író két magasrangú vezetőnek írt levele nyomán.

### Háborús évek
Grosszman nem teljesített katonai szolgálatot egészségi okok miatt, mégis 1941 nyarán önkéntesen jelentkezett katonai szolgálatra, de nem sorozták be. Ezért a Krasznaja zvezda (Vörös csillag), a fegyveres erők országos napilapjánál kérte alkalmazását haditudósítóként. Augusztusban került ki a frontra, és helyszíni tudósításokat írt a szovjet hadsereg visszavonulása közben egészen Moszkva alá, a sztálingrádi csatáról, a hadsereg ellentámadása közben Oroszországon, Ukrajnán, Fehéroroszországon, Lengyelországon és Németországon át a berlini csatáig és a német kapitulációig.
Bergyicsevbe jutva a hadsereggel megtudta, hogy az édesanyját, akinek nem sikerült elmenekülnie a városból, még 1941-ben megölték a németek a város csaknem összes zsidó lakosával együtt.
Lengyelországban az első haditudósítók között volt, akik az előrenyomuló 1. Belorusz Front nyomán beléptek a majdaneki koncentrációs táborba és az akkor már a nácik által lerombolt treblinkai megsemmisítőtábor területére 1944 őszén. A Znamja (Zászló) folyóirat közölte a Треблинский ад (A treblinkai pokol) című esszéjét, amelyet a helyszínen talált leletek és tanúk elbeszélése nyomán írt meg. 1945-ben könyvalakban is megjelent több nyelven. A Cserépfalvi Kiadónál megjelent fordítása adott először hírt magyar nyelven a koncentrációs táborok borzalmairól. A könyvet felhasználták a Nürnbergi perben a vád képviselői.
Grosszman belépett az 1942-ben hivatalos jóváhagyással zsidó személyiségekből megalakult Zsidó Antifasiszta Bizottságba, amely küldetése az volt, hogy befolyásolja a nemzetközi közvéleményt a náci Németország ellen, és hogy politikai, valamint anyagi támogatást szerezzen a Szovjetunió harcának.
A fronton az író jegyzeteket írt mindenről, amit megismert mindenütt, amerre a hadsereggel járt, és ezeket felhasználta tudósításai, valamint irodalmi művei megírásához. Cikkeit nagyra becsülték a katonák, mert nem csak propagandisztikusok voltak, hanem tükrözték a fronti életüket is. A haditudósítói munka mellett frontélményeit több elbeszélésben írta meg. A nagyobb lélegzetűek közül ismert Народ бессмертен (A nép halhatatlan), amelyet 1942–1943-ban a Krasznaja Zvezda 18 részben közölt, és Сталинградские очерки (Sztálingrádi életképek). Ezeket, és egyéb, a háború alatt írott elbeszéléseit, újságcikkeit 1945-ben a Годы войны (Háborús évek) című kötetében adták ki.
Grosszman 1945 augusztusáig volt a Krasznaja Zvezda alkalmazottja. Kiképzés nélküli sorkatonai hivatalos státusszal lépett be az újsághoz és alezredesként szerelt le. Hét katonai érdemrenddel és emlékéremmel tüntették ki.

### A háború után
Leszerelése után az író visszatért Moszkvába, és kizárólag írással foglalkozott. Mély benyomást tettek rá a háború borzalmai általában és különösen a zsidók sorsa. Ilja Ehrenburg íróval együtt tanúvallomásokat és dokumentumokat gyűjtöttek a holokausztról egy Fekete könyv című kötet számára. Ez megjelent 1947-ben angol nyelven New Yorkban, de a Szovjetunióban betiltották. Ennek az volt az indoklása, hogy az tűnt ki belőle: a zsidók többet szenvedtek a háború alatt, mint a többi szovjet nép.
1946-ban kampány kezdődött úgymond a „kozmopolitizmus” ellen, ami főleg zsidó értelmiségieket érintett. A Zsidó Antifasiszta Bizottságot megvádolták a sajtóban többet között ún. burzsoá nacionalizmussal. 1947-ben archívumát elkobozták, és 1948-ben felszámolták. Tagjainak többségét letartóztatták és elítélték. Az elítéltek többségét 1952-ben kivégezték. Grosszman azon kevesek között volt, akiket elkerült a letartóztatás.
Még a háború alatt a fronton szerzett élményei és tapasztalatai alapján egy monumentális dilógia megírását tervezte el. 1949-ben befejezte az első részét, az 1943-ban elkezdett Sztálingrád című regényét, amely a sztálingrádi ütközetről szólt. Megjelentek belőle részletek, és az író beadta a kéziratot a Novij Mir folyóirathoz. Ezután három évig több kulturális és politikai szerv kért az írótól mindenféle módosításokat olyan ideológiai kritériumok szerint, amelyeknek a regényben tükrözött valóságok nem feleltek meg. Azt mondogatták neki, hogy mit vegyen ki belőle, például egyik főszereplőjét, Viktor Strum zsidó származású tudóst, és mit adjon hozzá, hogy jobban feleljen meg Sztálin személyi kultuszának. Az író többször átírta a regényt, egyes utasításokat teljesítve, másokat elutasítva. Végül a „javított” változatot a folyóirat 1952-ben közölte folytatásokban За правое дело (Az igaz ügyért) címmel. A regény közönségsikernek örvendett, és előbb dicsérő kritikákat kapott, majd lesújtóakat. Például Alekszandr Fagyejev író ideológiailag károsnak nyilvánította. A folyóirat vezetésének nyilvánosan önkritikát kellett gyakorolnia közléséért.
1954-ben az író befejezte Az igaz ügyért folytatását képező Жизнь и судьба (Élet és sors) című regényének első változatát. 1956-ban, miután Nyikita Hruscsov lett az ország első embere, elkezdődött a desztalinizáció, azaz a sztálini bűntettek feltárása és a rendszer viszonylagos liberalizálása. Mégis a dilógia második része még küzdelmesebb utat járt be, mint az első. 1960-ban megjelentek belőle részletek az irodalmi sajtóban, és Grosszman a Znamja folyóirathoz adta be a kéziratot. 1961-ben a kézirat eljutott a Szovjetunió Kommunista Pártja (SZKP) központi bizottságának kulturális osztályára, és az elhatározta, hogy a regény politikai és ideológiai okok miatt ne jelenjen meg. Nem is kérték, hogy az író módosítson a kéziraton, hanem 1961 februárjában a KGB házkutatást tartott a szerkesztőségben és az író lakásán is, lefoglalta a kéziratot, a mű vázlatait, piszkozatait és mindent, ami hozzá kapcsolódott. Csak a kézirat két példánya menekült meg, amelyeket Grosszman két barátjának adott. Az író sokat küzdött regénye megmentéséért. Ezért még személyesen Nyikita Hruscsovhoz is fordult egy levélben, melyben arra hivatkozott: csak az igazságot írta meg, amit látott, és kéri, közöljék vele, milyen „hibát” követett el. Olyan fogalmazással is élt, hogy Hruscsov „adja vissza a könyv[e] szabadságát”. A végleges döntést a kézirat sorsáról az SZKP központi bizottságának ideológiai munkáért felelős titkára, Mihail Szuszlov hozta meg. „A kézirat szerzőnek történő visszaadása szóba se jöhet, és a regény kiadásáról a Szovjetunióban az elkövetkező 200-300 évben szó sem lehet!” Nem volt része sajtótámadásokban, mivel nem volt nyilvánosan ellenzéki, és a hatóságok is titokban akarták tartani a történteket.
Azután még megjelent néhány rövid írása folyóiratokban, és 1962-ben egy előbb megjelent elbeszélései gyűjteményének kötete. Ugyanakkor dolgozott egy Всё течёт… (Panta rhei) című regényen és egy Örményországban tett hosszú utazás élményeit felidéző könyvön. Ezeket már súlyos betegen fejezte be 1963-ban, de egyelőre nem jelentek meg.
Grosszman 1964 őszén rákban halt meg.

### Magánélete
Vaszilij Grosszman először 1928-ban házasodott meg, amikor egyetemista volt, egy volt iskolatársnőjével, Anna Petrovna Macukkal. Tőle 1933-ban elvált. Egy lányuk volt, Jekatyerina Vaszilijevna Korotkova-Grosszman, aki műfordító lett angol nyelvből és 2020-ban halt meg. Újraházasodott 1936-ban Olga Mihajlovna Guberrel, akinek első férjét 1937-ben kivégezték. Olga Mihajlovnát két fiával vette el. Amikor feleségét letartóztatták, gyámja lett a két fiúnak, hogy ne kerüljenek gyermekotthonba, mint akkoriban az elítéltek gyermekei. Nagyon jó kapcsolata volt a fiúkkal. Egyikük középiskolás korában a háború alatt, katonai szolgálat előtti képzés közben történt robbanás következtében meghalt. Második feleségétől 1955-ben elköltözött, mert szerelmes lett egy másik asszonyba, akivel 1958-ig élt együtt, de ekkor visszatért a feleségéhez. Baráti kapcsolatban maradt a feleségével szétválásuk alatt is, valamint a másik asszonnyal is 1958 után. Mindkét asszony gondozta az írót betegsége alatt.

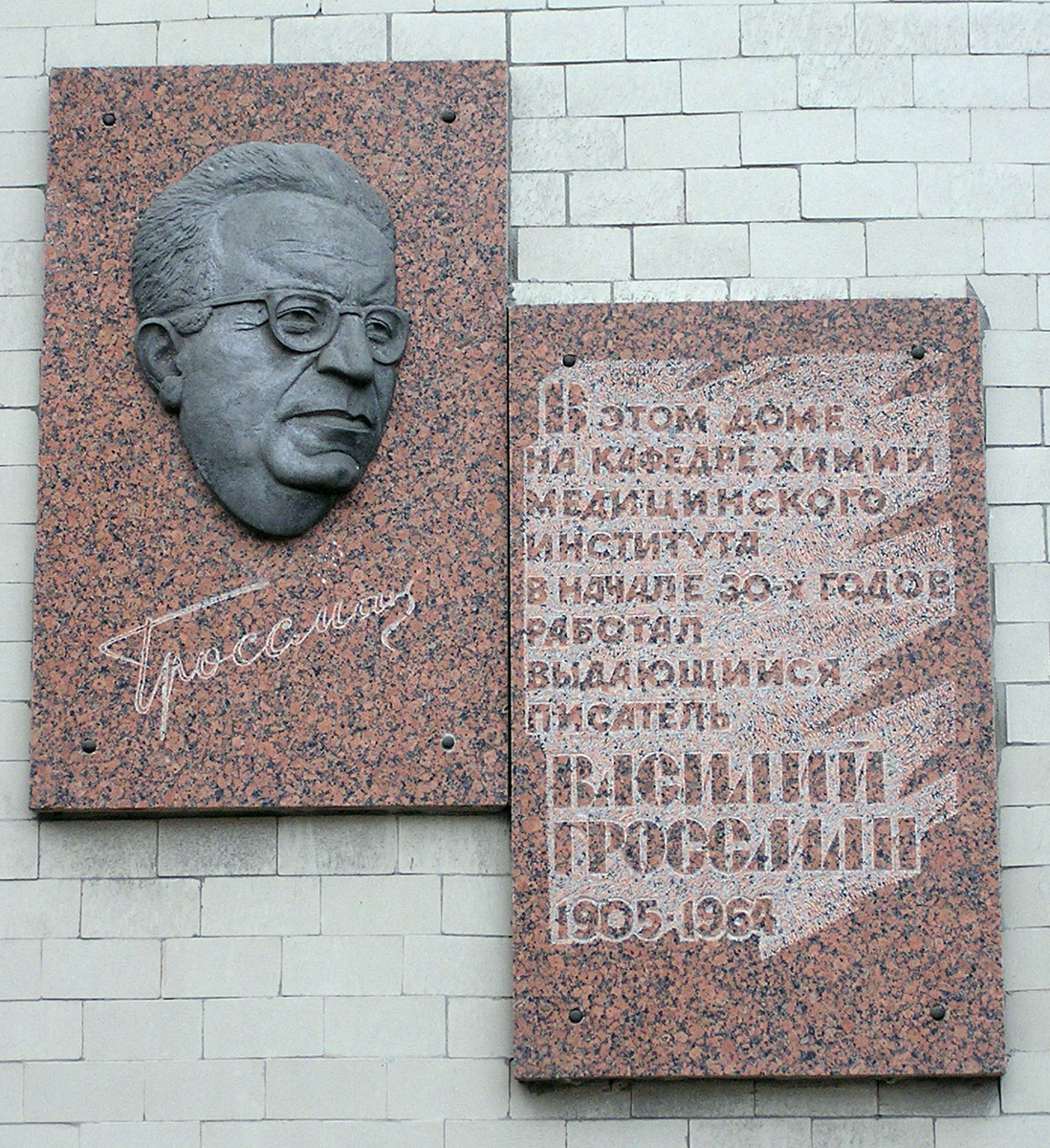
Emléktábla az író donyecki munkahelyén

## Posztumusz műveinek története
Az író halála után rokonai tulajdonában maradtak a háborús jegyzetfüzetei, levelezése és a Panta rhei kézirata. Megjelent még a Szovjetunióban néhány előbbi műveinek az újrakiadása és az örményországi utazása nyomán írt Добро вам! (Minden jót nektek!) című esszéket és elbeszéléseket tartalmazó kötet.
1966–1967-ben Alekszandr Aszkoldov megrendezte a Комиссар (Komisszár) című filmet, amely forgatókönyvét is ő írta a Bergyicsev városában alapján, de beleiktatott egy zsidóellenes pogromot is egyéb Grosszman írások nyomán. Ilyen pogromokat követtek el kommunistaellenes csoportok 1919-ben más ukrajnai helységekben. A filmet betiltották azzal, hogy túl nagy súlyt fektet a pogromra és elrendelték az összes másolatának a megsemmisítését. A rendezőt kizárták a filmesek szövetségéből és a kommunista pártból, valamint megtiltották, hogy rendezzen. Egy másolat mégis megmaradt, és bemutatták 1988-ban.
1970-ben kijutott Nyugat-Németországba a Panta rhei, amely szamizdatban terjedt a Szovjetunióban kijutása előtt. Megjelentette Frankfurt am Main-ban egy orosz emigránsok által fenntartott kiadó. 1971 és 1977 között több más nyelven is megjelent.
Grosszman egyik barátja, aki megőrizte az Élet és sors egyik kéziratát, 1974-ben átadta ezt Vlagyimir Vojnovics ellenzéki írónak. A kézirat oldalait egyszerű filmre lefényképezték Andrej Szaharov és Jelena Bonner ellenzéki értelmiségiek, és Vojnovics kijuttatta a Kontinent emigráns orosz folyóiratnak. Ez nem jelentette meg, de 1978-ban egy másik ellenzéki mikrofilmekre rögzítette a kéziratot Vojnovics számára, aki újra kijuttatta Svájcba. Simon Markis és Jefim Etkind emigráns ellenzékiek kisilabizálták és legépelték a művet a mikrofilmekről, de egyelőre nem találtak rá kiadót. Végül 1980-ban kiadta Lausanne-ban a l'Âge d'Homme szerb hátterű kiadó. Gyakorlatilag ismeretlen maradt 1983-ig, amikor megjelent franciául és lelkesedéssel fogadta a francia irodalomkritika. Azután más nyelveken is megjelent.
Ugyancsak 1980-ban megjelent végre oroszul a Fekete könyv Jeruzsálemben.
1985-ben, miután az ország első embere Mihail Gorbacsov lett, elkezdődött egy liberalizációs időszak, amelynek köszönhetően 1988-ban megjelent az Élet és sors az 1980-as kiadás nyomán. Ezt követően Grosszman egy másik, már elhunyt barátjának az özvegye jelezte, hogy neki is megvan a regény kézirata. Erről megállapították, hogy a végső változata, és 1990-ben ebből készült egy újabb kiadás.
A Szovjetunióban először 1989-ben jelent meg a Panta rhei.

## Munkássága
Grosszman regényeket, novellákat, elbeszéléseket, haditudósításokat és esszéket írt. Főbb művei első megjelenésük évével az alábbiak:
- В городе Бердичеве (Bergyicsev városában). In Lityeraturnaja Gazeta, 1934. április 2 – novella
- Глюкауф (Szerencse fel). Moszkva, Moszkovszkoje Tovariscsevsztvo Piszatyelej, 1934 – kisregény
- Степан Кольчугин (Sztyepán Kolcsugin) 1-3, 1937–1940 – regény
- Народ бессмертен (A nép halhatatlan). In Krasznaja Zvezda, 1942 – kisregény
- Треблинский ад (A Treblinkai pokol). Moszkva, Vojenizdat, 1944 – esszé
- За правое дело (Az igaz ügyért). In Novij Mir, 7–10. sz., 1954 – regény
- Добро вам! (Minden jót nektek!). Moszkva, Szovjetszkij Piszatyelj, 1967 – elbeszélések
- Всё течёт... (Panta rhei). Frankfurt am Main, Poszev, 1970 – kisregény
- Жизнь и судьба (Élet és sors). Lausanne, L'Âge d'Homme, 1980 – regény; a kézirat végleges változata szerinti kiadás: Moszkva, 1990

### Élet és sors
Az Élet és sors Grosszman magnum opusa, legjelentősebb alkotása, a Szovjetunió és a második világháború korrajza. Egy nagy család, a Saposnyikovok élettörténete bontakozik ki a műben. A kommunista párt nómenklatúrája és a szovjet értelmiség világát ismerheti meg az olvasó.
A regény kiemeli a szovjet katonák hősiességét, mégis a regényt szovjetellenesként ítélték el több okból.
A hatalomnak az 1960-as években sem felelt meg az, hogy a katonák hősiessége mellett az író azt is megemlíti, hogy sok német fogságba esett katona belépett Andrej Vlaszov tábornok csapataiba, akik a német hadsereg oldalán harcoltak. Az is jelen van a regényben, hogy nemcsak a háború elkerülhetetlen áldozatai voltak szovjet katonák, hanem egyes parancsnokok bűnös nemtörődömségének vagy nem hozzáértésének is.
Egy másik olyan aspektus, amely nem felelt meg a rendszernek az, hogy a sztálini rendszer egyes antiszemita megnyilvánulásai is tükröződnek a regényben. Például felettesei elutasítják Viktor Strum, jelentős atomfizikus kérését, hogy az intézete alkalmazzon két zsidó fizikust, és ne távolítsa el indok nélkül az egyik jól dolgozó zsidó munkatársát. Majd egy fontos dolgozatát az intézet vezetése elutasítja azzal az indoklással, hogy „talmudista absztrakciókba vonja be a fizikusokat”. Ezért az összes kollégái kikerülik, és ő már csak az eltávolítását várja az intézetből. Csak amikor Sztálin érdekeltnek mutatkozik a tevékenysége iránt, mert az elősegítheti az atomfegyver kifejlesztését, ugyanaz a vezetés hízeleg neki és teljesíti kéréseit. Az sem volt értésre adható az 1960-as évek Szovjetuniójában, hogy a német megszállás alatt a zsidókat tervszerűen, rendszeresen és tömegesen csak mint zsidókat gyilkolták, és ez különbözött a más népek tagjai gyilkolásától, amint az kitűnik például Strum anyja által fiának küldött leveléből mielőtt a németek legyilkolták a bergyicsevi zsidókat.
A Nagy Honvédő Háború panorámája mellett Grosszmant két, életében fájdalmasan aktuális kérdéskör foglalkoztatja: a német nemzetiszocializmus és a szovjet államszocializmus kegyetlenségének logikája és abszurd hasonlósága. Mindkettőt szó szerint az író totalitáriusnak nevezi. Izgatja az emberi szabadságnak, az ember szabadságának, és az emberek szabad akaratának mibenléte, annak lehetőségei és korlátai. Az államhatalom, az államapparátus mindenhatóságának és az egyén belső autonómiájának szembenállása.
Bár a regény szűken vett története mindössze a sztálingrádi csata (1942–1943) idejére és az azutáni szovjet ellentámadás kezdetére terjed ki, a szereplők visszaemlékezései folytán a Szovjetunió létrejöttétől a sztálingrádi győzelemig ábrázolja a 20. század első felének borzalmait, a náci megsemmisítő táborokat és a szovjet Gulagot. Minderről előbb írt, mint Alekszandr Szolzsenyicin. Ennek oka az a különbség, hogy Szolzsenyicin csak leleplezi a szovjet rendszer visszásságait, de Grosszman az egész rendszer értelmét kérdőjelezi meg.

### Pantha rhei
A Pantha rhei című regény csak 1989-ben jelent meg a Szovjetunióban. Semmi esélye sem volt megjelennie megírásakor, mivel még kritikusabb volt a totalitarizmussal szemben, mint az Élet és sors. Főszereplője egy 30 év után munkatáborból visszatért ember. Az író felidézi a már Sztálin uralma előtti, Lenin által elkezdett terrort, az 1932–1933-as éhínséget, az 1937–1938-ban tetőző halálos ítéleteket, a háború utáni ún. kozmopolitizmus elleni, lényegében antiszemita kampányt stb.

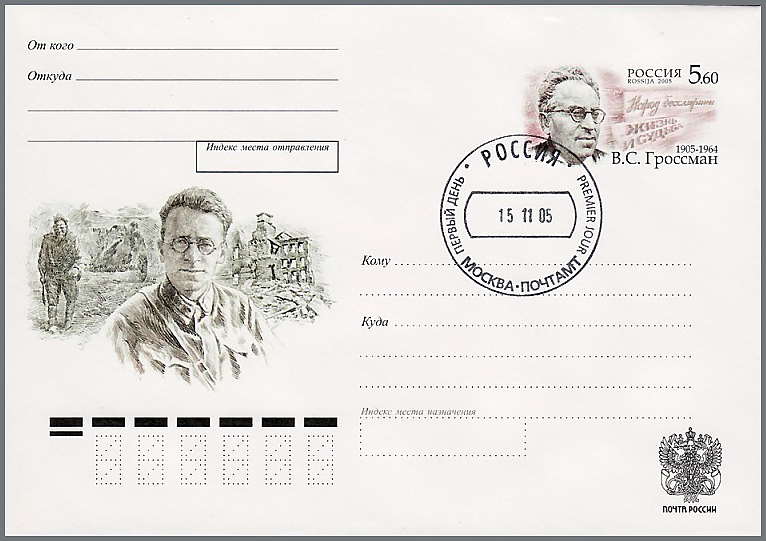
Elsőnapi boríték az író születésének 100. évfordulója alkalmából kiadott postabélyeggel

## Műveinek jellegzetességei és fogadtatása
Vaszilij Grosszman nem volt a kommunista párt tagja, de a háború utánig írásai nem tükröztek semmiféle eltérést a szovjet rendszer ideológiájától. Tehetséges képviselője volt az ún. szocialista realizmusnak, teljesen megfelelt ennek szabályainak. Ezek szerint az kellett, hogy az osztályharcot tükrözze, a kiépülő nehéziparban és a kolhozokban folytatott lelkes munkát dicsőítse, a rendszerhez hű hősökről írjon. Célja az ilyen irodalomnak az volt, hogy hozzájáruljon a szovjet ember kialakításához olyanok mintájára, mint a Bergyicsev városában, a Szerencse fel vagy a Styepán Kolcsugin főszereplői. Tudatában volt a rendszer olyan bűntetteinek, mint parasztok millióinak éhhalálra ítélése 1932–1933-ban, a tömeges munkatáborra vagy halálra ítéléseknek, amelyeknek néhány rokona is áldozata volt. Ennek ellenére került minden olyan megnyilvánulást, amely őt magát veszélyeztette volna. Ugyanakkor élvezte az írószövetség tagjainak járó kiváltságokat, amelyek éles ellentétben álltak a lakosság többségének a nélkülözéseivel.
A háború után Grosszman azt a szándékát igyekezett megvalósítani, hogy úgy tükrözze a valóságot, ahogyan azt megtapasztalta a háború alatt, és ezért akadályokba ütközött Az igaz ügyért közlése. Ez csak az Élet és sorsban és a Panta rheiben sikerült neki, valamint az is, hogy kifejezze gondolatait, de ennek az volt az ára, hogy 1988-ig ezek a könyvei nem jelentek meg hazájában.
Az írót főleg e két műnek köszönhetően ismerte meg a világ, amelyeket elsősorban a háború és a totalitárius rendszerek okozta drámák és tragédiák tükrözése miatt értékelnek kedvezően.
Megjelenése után 1980-ban Nyugaton, majd 1988-ban a Szovjetunióban az irodalomkritika rámutatott az Élet és sors polifonikus jellegére. Ezt az adja, hogy központjában egy család tagjai állnak, számos szereplője van, köztük több főhős, akik az egész társadalom életét tükrözik. Ehhez tartozik több egymást keresztező narratív szál és filozófiai elmélkedések. Ezek a jellegzetességek késztették arra a kritikát, hogy a könyvet Lev Tolsztoj Háború és béke című regényével hasonlítsák össze. Egyébként Grosszman éppen azt akarta, hogy amiképp Tolsztoj állított emléket az 1812-es honvédő háborúnak és a borogyinói csatának, ő az általa tapasztalt honvédő háborúnak és a sztálingrádi csatának akart állítani hasonló irodalmi emlékművet, formáját és méretét tekintve is a tolsztoji tradíciókat követve. Elég különbség is van közöttük, többek között az, hogy Tolsztoj nem vett részt az általa leírt eseményekben, míg Grosszman tanúja volt a háborúnak elejétől a végéig.
Értékelték az író humanizmusát is, az egyén tiszteletét, azt az emberi melegséget, amellyel a szereplőket megközelíti. E jellegzetességekből kiindulva Anton Csehov művei és Grosszmanéi között is találtak hasonlóságot. Az egyik szereplő, Ikonnyikov, egy német koncentrációs tábor foglya fejezi ki Grosszman nézetét a jóról és a jóságról. Szerinte a totalitárius rendszerek által az emberiségre rákényszerített „jó” elkerülhetetlenül vérontásig menő rosszat szül. Csak az egyén jósága a másik egyén iránt, a megfontolás nélküli jóság jó.
Egyes szereplők összetett egyéniségekként jelennek meg, pozitív és negatív vonásaikkal, erkölcsi dilemmáikkal. Erre egyik példa Strum, az író alter egója, akiben megtalálhatók Grosszman erkölcsi önmarcangolásai. Strum hű a rendszerhez, de van olyan helyzet, amikor kockázatot vállalva ellenáll az intézet vezetői által képviselt hatalom abszurdumainak. Győztesnek érzi magát Sztálin neki kedvező beavatkozásakor, de azután már fél nem aláírni egy hivatalos tiltakozást a Nyugat értelmiségiek elítélésével kapcsolatos „rágalmai” ellen, és ezért erkölcsileg elítéli saját magát, amint az az íróval is megtörtént.
Értékeit figyelembe véve egyes kritikusok odáig mentek, hogy Grosszmant a 20. század egyik legnagyobb írójának tartották. Ezzel szemben vannak kritikusok, akik Grosszmant divatjamúlt írónak tekintették már az 1980-as években, szürke és nehézkes stílust, találékonyság hiányát látva műveiben, és azt kifogásolták, hogy a cselekményeket hosszú esszészerű részletek szakítják meg.

## Fordítások
Grosszman egyes írásait már halála előtt lefordították néhány nyelvre, például magyarra az alábbiakat:
- Élet; Idegennyelvű Irodalmi Kiadó, Moszkva, 1943
- Írások a háborúból; Szikra, s.l., 1944
- Írások a háborúból; ford. Gyáros László; Idegennyelvű Kiadó, Moszkva, 1944
- A treblinkai pokol; Cserépfalvi, Bp., 1945 (Kék könyvek)
- Írások a háborúból; Kommunisták Romániai Pártja, Kolozsvár, 1945
- Élet; Szikra, Bp., 1945
- A mindenes. Elbeszélések; ford. Hevesi Jolán; Új Magyar Kiadó, Bp., 1951 (Szovjet kisregények)
- Sztálingrád hősei; ford. Gyáros László; Új Magyar Könyvkiadó, Bp., 1951 (Szabadságharcos kiskönyvtár)
- Sztyepán Kolcsugin; ford. Németh László; Új Magyar Könyvkiadó, Bp., 1952
- Egy szerelem története és egyéb elbeszélések; ford. Hevesi Gyuláné et al.; Új Magyar Kiadó, Bp., 1955
- Élet; inː 24 izgalmas novella (szerk. Réz Pál), ford.: Szőllősy Klára; Európa, Bp., 1963
- Néhány borús nap; ford.: B. Lányi Márta; in: A talizmán. Szovjet írók új elbeszélései; vál. Nikodémusz Elli; Európa, Bp., 1964

A legnagyobb érdeklődést a Panta rhei és az Élet és sors váltották ki, még 2000 után is. Az utóbbit 19 nyelvre fordították le. Magyar kiadásaik:
- Pantha (sicǃ) rhei; ford. Enyedy György; Magvető, Bp., 1990 ISBN 978-9630792608
- Panta rhei; ford. Enyedy György; Európa, Bp., 2011
- Élet és sors; ford. Soproni András, utószó Hetényi Zsuzsa; Európa, Bp., 2012 ISBN 978-9630795081

Egyes, a háború alatt alkotott írások is még figyelemnek örvendenek. Példa erre a magyarul is megjelentetett Író a háborúban. Vaszilij Groszman a Vörös Hadseregben, 1941–1945 / A writer at war; szerk., angolra ford. Antony Beevor, Luba Vinogradova, ford. Molnár György; Gold Book, Debrecen, 2007.

## Adaptációk
- 1957 – Sztepán Kolcsugin – szovjet film[26]
- 1967 – Комиссар (A komisszár) – szovjet film a Bergyicsev városában nyomán[27]
- 2000 – La Dernière lettre (Az utolsó levél) – a Comédie-Française színielőadása az Élet és sorsbeli anya levele nyomán[28]
- 2006 – Lettre au fils (Levél a fiúhoz) – az Argenton-sur-Creuse-i Théâtre du Lamparo színielőadása[29]
- 2007 – Élet és sors – a szentpétervári Kis Akadémiai Drámai Színház – Európai Színház-ban bemutatott Lev Dogyinkin alkotta színdarab[30]
- 2011 – Élet és sors – a BBC Radio 4 által közvetített 13 részes angol rádiószínházi produkció[31]
- 2012 – Élet és sors – 12 részes orosz tévésorozat[32]
- 2013 – Sztálingrád – az Élet és sors felhasználásával is megírt forgatókönyv nyomán alkotott orosz mozifilm.[33]

## Külső hivatkozás
- Sztálingrád – 1943-ban bemutatott dokumentumfilm Vaszilij Grossman szövegével. Hozzáférés: 2024. január 7.